# Sistema integrado de gestión

## Introducción

### Sistema integrado de gestión de calidad, medio ambiente, seguridad y salud en el trabajo
Este artículo pretende ser una aproximación a la gestión integrada de calidad, medio ambiente, seguridad y salud laboral. La gestión eficaz de un sistema de calidad permite conseguir unos clientes fidelizados; el cumplimiento de la legislación laboral y de prevención de riesgos laborales, así como una gestión justa y ética de los recursos humanos propiciará a unos trabajadores cualificados y motivados; mientras que la calidad medioambiental permitirá que la sociedad se vea favorecida por un trato de las personas y estructuras, estructurado como responsable con el medio ambiente.
Todo ello, conjuntamente, permite una innovación, mejora y aprendizaje continuo, de modo que se produce un desarrollo empresarial sostenible.

## Sistemas de gestión de calidad

### Calidad en el producto
Hoja de seguridad especial quejas recursos y reclamos
Calidad se emplea muchas veces con diferentes significados. Al hablar de bienes de calidad, la gente se refiere, normalmente, a bienes de lujo o excelentes. Pero su significado es ambiguo y muchas veces su uso depende de lo que cada uno entiende por calidad.
Desde los años 1970, diferentes protocolos y estándares de producción se han ido aunando, de tal modo que se han configurado las normativas ISO. Cualquier organización empresarial que se precie encuentra en las normativas ISO el marco perfecto para direccionar sus líneas de gestión y organización.
Si bien las cadenas de montaje y las líneas de fabricación en serie están en el origen de los sistemas de calidad, se ha mejorado mucho desde los tiempos en que Taylor medía la eficacia de la producción de tornillos.
En un orden creciente de complejidad de la gestión, encontramos el control de calidad, el aseguramiento de la calidad y la calidad total. El control de calidad se queda en un mero seguimiento burocrático de las especificaciones si no se contrasta, por un lado lo que busca el destinatario, y por otro lo que me ofrece el mercado. Llevado al extremo, en una fábrica de componentes de automoción se puede llegar a producir neumáticos cuadrados, siempre y cuando así lo marquen las instrucciones y manuales transcritos a tal efecto. Esto quiere decir que disponemos de una herramienta altamente eficaz consultando a los clientes y utilizando el ‘feedback’ ó resultados de las encuestas, de modo que podré mejorar continuamente mis productos y servicios. Es lo que algunos llaman “una queja es un regalo”.
En el último escalafón de la jerarquía aparece los sistemas de gestión de calidad, ideados para ser conducidos desde la dirección de una empresa y mejorar todos y cada uno de los departamentos que la integran, incluyendo los recursos humanos, las compras, el control de los documentos y registros y la satisfacción del cliente.
Las normas de la serie ISO 9001 pretenden conseguir la mejora continua y la satisfacción del cliente. La mejora en los documentos y registros, de la mano de los que los utilizan, se plantea como el motor de avance de todo el sistema.

### Calidad en los servicios
Empresas de los más diferentes ámbitos promueven y certifican sistemas de gestión basados en calidad de los servicios prestados. En un mercado globalizado como el que nos ocupa, en el que continuamente estamos siendo bombardeados por información de ofertas, publicidad, marketing, etc., constantemente comparamos un producto con el de la competencia.
Grandes grupos internacionales se han preocupado por promover e implantar un servicio de atención al cliente. Esto se debe a que, a igualdad de características en productos, el consumidor prima las atenciones, disponibilidad y facilidades que le otorgue un proveedor frente a la competencia. En la actual sociedad de la información el cliente es bombardeado permanentemente por publicidad de los más diversos medios (prensa, TV, Internet, cartelones en calles, carreteras y autovías, eventos socio-culturales y deportivos, etc.), y por ello es impelido a comparar continuamente un proveedor con otro.

### Seguridad alimentaria
Si bien el sector secundario ha sido el motor de desarrollo que ha impulsado el avance tecnológico de las comunicaciones y la energía, el sector primario ha bebido desde el principio de todos estos avances técnicos, llegado un punto actualmente en que los sistemas de gestión de calidad se han configurado particularmente en el sector alimentario, adquiriendo carácter legislativo. La normativa franco-germana IFS, la británica BRC ó la alemana QS, por nombrar unas pocas, caracterizan las especificaciones y controles particulares que cada país exige a los importadores de alimentos.

### Calidad por procesos
La gestión por procesos comienza con cada mando intermedio identificando las actividades clave de su función. Inicialmente se describe la estructura de la empresa en procesos complejos, que se desglosa en procesos más evidentes y sencillos, terminando en clientes finales. De todo ello obtendremos una lista comúnmente consensuada de los procesos de la empresa. 
A partir de aquí, será de utilidad una matriz de importancia, una matriz de prioridad de actuación o simplemente por surgencia espontánea. Un filtro adecuado nos permitirá la evaluación de la prioridad en la actuación. Los parámetros a tener en cuenta son: recursos necesarios y disponibles, retorno de la inversión, riesgos, etc.
La mejora de procesos encuentra una de las metodologías más avanzadas en Six Sigma, basada en la búsqueda de cero defectos en producción. Se concreta en acciones dirigidas a disminuir la fracción de defectos al mínimo, bajo el argumento de que a menor número de defectos, mayor calidad final.
Una de las bases que inspiran la filosofía de la calidad por procesos es el ciclo PDCA (Plan, Do, Check, Act) o círculo de Deming: Ciclo de planificación, realización, verificación y actuación que actúa como guía para llevar a cabo la mejora continua y lograr de una forma sistemática y estructurada la resolución de problemas. Se concreta en:
Determinar las soluciones (P)Lo más directo será buscar la solución a la causa principal, lo cual implica una toma de decisión de equipo, con la identificación de un responsable, un plazo y unos recursos. Es recomendable analizar efectos colaterales, para tratar de predecir el resultado.
Implantar las soluciones (D)Involucrar en caso necesario a otros departamentos. Desarrollar el plan de implantación (con etapas, responsables, plazos y recursos).
Seguimiento (C)Establecer un plan de seguimiento y verificar la eficacia de la solución, inspeccionando a nivel interno y auditando a nivel externo. Informar al grupo de los resultados del seguimiento e investigar los efectos secundarios.
Actuar (A)Comparar los resultados de los indicadores con los resultados previos (comprobando de esta forma si cada acción produce la mejora esperada, especialmente en lo relativo a la satisfacción del cliente). Buscar nuevas oportunidades de mejora. Si las pruebas confirman la hipótesis corresponde normalizar la solución y establecer las condiciones que permitan mantenerla. En caso contrario, corresponde iniciar un nuevo ciclo, volviendo a la fase de planificación (fijando nuevos objetivos, mejorando la formación del personal, modificando la asignación de recursos, etc.).

## Sistemas de gestión de la prevención de riesgos laborales
Se ha demostrado que la prevención de la siniestralidad y la mejora en las condiciones de trabajo a la par que la búsqueda de la rentabilidad económica y la optimización de la producción, otorgan a las empresas un valor añadido. Por este motivo, los sistemas de gestión de calidad también han alcanzado la seguridad y salud ocupacional, desarrollando protocolos y normas que ayudan a las organizaciones a mejorar su gestión de recursos humanos.

### Ley de Prevención de Riesgos Laborales
Hasta la entrada en vigor de la Constitución Española, el Instituto Nacional de Previsión integraba las funciones de los Asuntos Sociales, incluyendo los relacionados con los accidentes de trabajo y la previsión de los mismos. Dicha institución quedó extinta con la publicación del Real Decreto Ley 36/1978, iniciándose así un proceso que se concretó con la publicación de la Ley 31/1995, de 8 de noviembre de Prevención de Riesgos Laborales, en vigor desde el 10 de febrero de 1996. Como legislación aplicable, añadir la Directiva de la que proviene, básicamente la 89/391/CEE, el R.D. 39/1997, por el que se aprueba el Reglamento de los Servicios de Prevención, así como la reforma de su marco normativo según la Ley 54/2003, de 12 de diciembre, de reforma del marco normativo de la prevención de riesgos laborales.
En el Perú, existe la Ley Nº 29783 – Ley de Seguridad y Salud en el trabajo, promulgada el 20/08/2011, ley que regula la gestión en la prevención de riesgos laborales, basada en la Norma OHSAS 18001 versión 2007 .

### Seguridad y salud
La evaluación de los riesgos generales y específicos de la actividad desarrollada por los trabajadores permite clasificarlos según su gravedad. Una vez se conoce la categoría de los riesgos laborales, se realizará una planificación de la actividad preventiva con el fin de evitar dichos riesgos, o en su caso, minimizar las consecuencias en caso de materializarse dicho riesgo en contra de la seguridad y salud del trabajador.

### Ergonomía
La ergonomía es la ciencia  que se encarga del diseño de lugares de trabajo, herramientas y tareas que coinciden con las características fisiológicas, anatómicas, psicológicas y las capacidades del trabajador. Busca la optimización de los tres elementos del sistema (humano-máquina-ambiente), para lo cual elabora métodos de estudio de la persona, de la técnica y de la organización.

### Psicosociología aplicada
En la espiral de estudio psicológico que lleva hasta el análisis de las condiciones de trabajo, se ha desarrollado la especialidad denominada psicosociología en el trabajo, cuyos objetivos son eliminar los efectos, y sobre todo las causas de lo que en el mundo occidental contemporáneo denominamos estrés y ‘mobbing’.

### Plan de prevención
El plan de prevención es la herramienta a través de la cual se integra la actividad preventiva de la empresa en su sistema general de gestión y se establece su política de prevención de riesgos laborales, con objetivos y metas. En definitiva constituye la descripción de la estructura organizativa y responsabilidades, que desarrolla un sistema de gestión a través de procedimientos, instrucciones y registros, para realizar la acción de prevención de riesgos en la empresa, en los términos que reglamentariamente se establezcan.

### Identificación de peligrosyevaluación de riesgos
Es el mapeo que se realiza con el fin de detectar los peligros que encierran las actividades a desarrollar, y encontrar el grado de daño producido por el riesgo inherente a dicho peligro. Comúnmente se realiza bajo 2 criterios: probabilidad y severidad, aunque en la actualidad existen métodos más sofisticados para realizar dicha evaluación.
La evaluación inicial de riesgos laborales es la primera parte de la implantación del sistema de gestión de la prevención. Cuando el resultado de la evaluación lo hiciera necesario, el empresario realizará controles periódicos de las condiciones de trabajo y de la actividad de los trabajadores en la prestación de sus servicios, para detectar situaciones potencialmente peligrosas. Esto se concreta en la redacción de Informes de Higiene (Luxometría, Ruido y Stress térmico), Ergonomía, Manejo de cargas, etc.

### Planificación de la actividad preventiva
Siguiendo el proceso de evaluación de riesgos y en el supuesto que se observe la necesidad de controlar el riesgo, el servicio mancomunado de prevención pondrá claramente de manifiesto las situaciones en que sea necesario adoptar medidas preventivas o de protección y el tipo de las mismas, así como el control periódico que deba aplicarse.
Para todos aquellos casos en que la evaluación inicial de riesgos pusieran de manifiesto situaciones de riesgo, se planificarán las actividades preventivas por el servicio mancomunado de prevención, en colaboración con el responsable de prevención y los delegados de prevención, incluyendo para cada actividad preventiva el plazo para llevarla a cabo, la designación de responsables y los recursos humanos y materiales necesarios para su ejecución.
El empresario se asegura de la efectiva ejecución de las actividades preventivas incluidas en la planificación, efectuando para ello un seguimiento continuo de la misma. Dicho seguimiento se concreta en las reuniones del Comité de Gestión, el Comité de Seguridad y Salud, y en el día a día de las tareas del responsable de prevención.

### Información, consulta y participación de los trabajadores
Cuando los trabajadores ejercen su derecho de representación, pueden elegir de entre ellos un representante, quien debe ser informado y consultado, y participar en aquellas decisiones que tome la empresa en cuestiones relacionadas con la gestión de la prevención de riesgos. De este modo, se garantiza el seguimiento a la par de la mejora de las condiciones de gestión económica, de calidad y de mantenimiento de la maquinaria, junto con el seguimiento de la planificación de la actividad preventiva, la información y formación a los trabajadores en materia preventiva, y la consulta, participación y motivación de los trabajadores.

### Plan de emergencia y manual de autoprotección
El manual de autoprotección describe las posibles situaciones de emergencia en la empresa, así como las alternativas posibles para alcanzar su resolución y minimizar sus daños. Dicho manual se concreta en una evaluación del riesgo, la enumeración de los medios de protección, la descripción del plan de emergencia y la implantación de las medidas establecidas.
El riesgo laboral en este caso será evaluado para ofrecer una información exhaustiva a los Servicios Públicos de Extinción y a los Servicios de Protección Civil.
Los medios de protección serán identificados, tanto medios humanos como medios materiales disponibles para las labores de autoprotección. Desde un simple extintor a una columna seca, pasando por hidrantes y bocas de incendio equipadas, encontramos una amplia gama de medios de protección.
Cuando sean detectadas situaciones de emergencia, el jefe de emergencia evalúa la situación y decide si debe activar o no el plan de emergencia. En caso afirmativo, activa la alarma de emergencia y evacuación y el resto del equipo de intervención, evacuación y primeros auxilios participa en la gestión de la emergencia.
El plan de emergencia estudia las diferentes hipótesis de emergencia y los planes de actuación para cada una de ellas, así como la sistemática de evacuación total o parcial de la explotación.
Anualmente se realiza un plan de simulacros, para identificar oportunidades de mejora en la gestión de emergencias, como por ejemplo: lugares o equipos de trabajo inusualmente peligrosos, tiempos de evacuación, cuellos de botella en la evacuación parcial ó completa, etc.

### Vigilancia de la salud
A lo largo de los años se ha comprobado que las condiciones de trabajo pueden afectar consistentemente a las aptitudes del trabajador, como son agudeza visual, funcionalidad musculoesquelética, y cualquier otro aspecto relacionado con la salud laboral.
El servicio de vigilancia de la salud llevará a cabo un control de la salud de los trabajadores mediante reconocimientos médicos de nuevas incorporaciones, reconocimientos periódicos de salud a todo el personal y reconocimientos de salud específicos. Si como resultado de dichos reconocimientos, el trabajador no es apto o muestra restricciones, el Servicio de Prevención junto al trabajador y el Responsable de prevención analizan la situación, re-evaluando, cambiando ó adaptando el puesto, realizando un examen específico, etc.

## Sistemas de gestión medioambiental

### Producción integrada
Actualmente es posible disponer de una gran variedad de frutas y hortalizas frescas provenientes de todo el mundo gracias a la aplicación de plaguicidas y conservantes de las propiedades organolépticas. Al hilo de la producción que integra tal y tal, se adhiere la agricultura ecológica, que encuentra su mayor dificultad de desarrollo en los alimentos transgénicos, origen de su contaminación. Acerca de los pesticidas, en ocasiones no se puede trasvasar agua potable desde embalses con poco volumen ya no porque se haya alcanzado el nivel por debajo del cual la concentración de sólidos en suspensión, parámetros como la DBO sean demasiado elevados para el consumo humano, sino que el nivel está más arriba, es decir, hoy día es necesario una mayor cantidad de agua que no puede ser trasvasada, precisamente por la concentración residual de pesticidas que queda remanente tanto en suelos como en lagos, estanques y embalses.[cita requerida]
Otro de los retos medioambientales es el cambio climático. Desde la segunda mitad del siglo XX, numerosos estudios científicos apuntan a la acción humana como su principal causante.

### Gestión ecológica de recursos
Una gestión ecológica de recursos supone un uso eficiente de la energía y una transición hacia fuentes de energía renovables. Ello permite ahorrar dinero así como el impacto medioambiental.

### Identificación de aspectos ambientales y evaluación del impacto producido
Es el mapeo que se realiza con el fin de detectar los aspectos ambientales significativos resultantes de las actividades a desarrollar, y encontrar el grado de daño producido al medio ambiente debido a dichos aspectos. Comúnmente se realiza bajo dos criterios: probabilidad y severidad.

### Sistemas de gestión de reciclaje
Entre los sistemas integrados de gestión (SIG) se encuentran los que, formando parte de las políticas de gestión medioambiental, se dedican al reciclaje de productos de consumo que tienen una segunda y tercera vida. En este proceso se encuentran diferentes productos de origen industrial (embalajes, papel, vidrio, neumáticos) cuyo retorno y revalorización se lleva a cabo mediante una integración de las distintas fases de la recuperación y transformación. En el caso de los neumáticos fuera de uso (NFU) estos son almacenados, clasificados, reutilizados como neumáticos de ocasión o transformados en materia prima secundaria o como generadores de energía por sistemas integrados de gestión. En España el sector fue reglado por el Real Decreto (RD) 1619/2005 de 30 de diciembre sobre la gestión de neumáticos fuera de uso.